# Карно, Фред
Фред Карно (англ. Fred Karno) — сценическое имя английского антрепренёра Фредерика Джона Уэсткотта (англ. Frederick John Westcott, 26 марта 1866 — 18 сентября 1941). Отец Фреда Карно-младшего (Fred Karno Jr.).
Фред Карно считается изобретателем одного из самых знаменитых комедийных гэгов — броска в лицо кремовым тортом.

## Биография
В конце XIX века, когда театральная деятельность в Великобритании находилась под контролем крупных компаний, Фред Карно создал «Karno Pantomime Company» — антрепренёрское предприятие с несколькими актёрскими труппами, которое поставляло мюзик-холлам готовые комедийные скетчи и пантомимы вместе с актёрами «напрокат». Высокий профессионализм актёров Карно сделал предлагаемые им постановки очень привлекательными и его дела шли чрезвычайно успешно вплоть до 1920-х годов, когда более дешёвое кино окончательно вытеснило театральную пантомиму. Среди актёров, которые прошли через «школу Карно», были такие знаменитости, как Чарли Чаплин (который позже воспроизвёл некоторые скетчи Карно в своих фильмах), его многолетний партнёр по кино Альберт Остин, Стэн Лорел («половинка» знаменитого комедийного кинодуэта Лорел и Харди), Эрик Кэмпбелл и другие. Можно уверенно сказать, что они принесли в американское кино мастерство и комедийное изящество, которому сами в значительной степени были обязаны Карно.
По словам Луи Деллюка, спектакли труппы Карно были классикой пантомимы, потому что у него «тщательно сохранялись традиции эксцентрической комедии. Акробатика, пародии, мрачный смех, смешная меланхолия, танцы, жонглирование — все эти номера объединялись одним нехитрым сюжетом… Комизм этих забавных фарсов строился только на безучастной невозмутимости исполнителей или оплеухах, пинках и пирожных с кремом…».
В 1926 году предприятие Фреда Карно окончательно разорилось. Он попытался прижиться в Голливуде, но остался в истории кино лишь как автор пары десятков экранизированных скетчей. В 1941 году он скончался от диабета.